# Filmjahr 1999
Liste der Filmjahre

◄◄ | ◄ | 1995 | 1996 | 1997 | 1998 | Filmjahr 1999 | 2000 | 2001 | 2002 | 2003 | ► | ►►

Weitere Ereignisse

## Ereignisse
- 25. Januar: Uraufführung von Blair Witch Project (Regie: Daniel Myrick und Eduardo Sánchez). Mit Produktionskosten von 60.000 Dollar und einem Einspielergebnis von 248 Millionen Dollar gilt dieser von zwei Filmstudenten gedrehte Horror-Pseudodokumentarfilm nach Deep Throat unter dem Aspekt der  Umsatzrentabilität als zweiterfolgreichster Film.
- Die Sieger der Bravo Otto Leserwahl 1999:
  - Kategorie – männliche Filmstars: Gold Leonardo DiCaprio, Silber Freddie Prinze junior, Bronze Ryan Phillippe
  - Kategorie – weibliche Filmstars: Gold Julia Roberts, Silber Rachael Leigh Cook, Bronze Sarah Michelle Gellar

- In Österreich gründen die Filmakademie-Absolventen Barbara Albert, Jessica Hausner, Martin Gschlacht und Antonin Svoboda die Filmproduktionsgesellschaft coop99.

## Top 10 der erfolgreichsten Filme

### In Deutschland
Die zehn erfolgreichsten Filme an den deutschen Kinokassen nach Besucherzahlen (Stand: 9. September 2011):
| Platz | Filmtitel                                   | Besucher  |
| ----- | ------------------------------------------- | --------- |
| 1.    | Star Wars: Episode I – Die dunkle Bedrohung | 8.044.788 |
| 2.    | Tarzan                                      | 5.660.479 |
| 3.    | Notting Hill                                | 5.407.003 |
| 4.    | James Bond 007 – Die Welt ist nicht genug   | 5.072.138 |
| 5.    | Die Braut, die sich nicht traut             | 5.005.814 |
| 6.    | Die Mumie                                   | 4.890.516 |
| 7.    | Matrix                                      | 4.783.064 |
| 8.    | The Sixth Sense                             | 4.092.518 |
| 9.    | Das große Krabbeln                          | 3.590.658 |
| 10.   | Asterix und Obelix gegen Caesar             | 3.563.513 |

### In Österreich
Die zehn erfolgreichsten Filme an den österreichischen Kinokassen nach Besucherzahlen:
| Platz | Filmtitel                                   | Besucher |
| ----- | ------------------------------------------- | -------- |
| 1.    | Star Wars: Episode I – Die dunkle Bedrohung | 686.000  |
| 2.    | Notting Hill                                | 617.000  |
| 3.    | Die Braut, die sich nicht traut             | 565.000  |
| 4.    | Tarzan                                      | 539.000  |
| 5.    | Matrix                                      | 441.000  |
| 6.    | Asterix und Obelix gegen Cäsar              | 435.000  |
| 7.    | Die Mumie                                   | 407.000  |
| 8.    | e-m@il für Dich                             | 388.000  |
| 9.    | Das große Krabbeln                          | 386.000  |
| 10.   | Shakespeare in love                         | 318.000  |

### In den Vereinigten Staaten
Die zehn erfolgreichsten Filme an den US-amerikanischen Kinokassen nach Einspielergebnis in US-Dollar (Stand: 9. September 2011):
| Platz | Filmtitel                                            | Einnahmen     |
| ----- | ---------------------------------------------------- | ------------- |
| 1.    | Star Wars: Episode I – Die dunkle Bedrohung          | $ 431.088.301 |
| 2.    | The Sixth Sense                                      | $ 293.506.292 |
| 3.    | Toy Story 2                                          | $ 245.852.179 |
| 4.    | Austin Powers – Spion in geheimer Missionarsstellung | $ 206.040.086 |
| 5.    | Matrix                                               | $ 171.479.930 |
| 6.    | Tarzan                                               | $ 171.091.819 |
| 7.    | Big Daddy                                            | $ 163.479.795 |
| 8.    | Die Mumie                                            | $ 155.385.488 |
| 9.    | Die Braut, die sich nicht traut                      | $ 152.257.509 |
| 10.   | Blair Witch Project                                  | $ 140.539.099 |

### Weltweit
Die zehn weltweit erfolgreichsten Filme nach Einspielergebnis in US-Dollar (Stand: 9. September 2011):
| Platz | Filmtitel                                            | Einnahmen     |
| ----- | ---------------------------------------------------- | ------------- |
| 1.    | Star Wars: Episode I – Die dunkle Bedrohung          | $ 924.317.558 |
| 2.    | The Sixth Sense                                      | $ 672.806.292 |
| 3.    | Toy Story 2                                          | $ 485.015.179 |
| 4.    | Matrix                                               | $ 463.517.383 |
| 5.    | Tarzan                                               | $ 448.191.819 |
| 6.    | Die Mumie                                            | $ 415.933.406 |
| 7.    | Notting Hill                                         | $ 363.889.678 |
| 8.    | James Bond 007 – Die Welt ist nicht genug            | $ 361.832.400 |
| 9.    | American Beauty                                      | $ 356.296.601 |
| 10.   | Austin Powers – Spion in geheimer Missionarsstellung | $ 312.016.858 |

## Filmpreise

### Golden Globe Awards 1999
Am 24. Januar fand im Beverly Hilton Hotel in Los Angeles die Golden-Globe-Verleihung statt.
- Bestes Drama: Der Soldat James Ryan von Steven Spielberg
- Bestes Musical/Komödie: Shakespeare in Love von John Madden
- Bester Schauspieler (Drama): Jim Carrey in Die Truman Show
- Beste Schauspielerin (Drama): Cate Blanchett in Elizabeth
- Bester Schauspieler (Musical/Komödie): Michael Caine in Little Voice
- Beste Schauspielerin (Musical/Komödie): Gwyneth Paltrow in Shakespeare in Love
- Bester Nebendarsteller: Ed Harris in Die Truman Show
- Beste Nebendarstellerin: Lynn Redgrave in Gods and Monsters
- Bester Regisseur: Steven Spielberg für Der Soldat James Ryan
- Cecil B. deMille Award: Jack Nicholson

### Oscarverleihung 1999
Die Oscarverleihung fand am 21. März im Dorothy Chandler Pavilion in Los Angeles statt. Moderatorin war Whoopi Goldberg
- Bester Film: Shakespeare in Love von David Parfitt, Donna Gigliotti, Harvey Weinstein, Edward Zwick und Marc Norman
- Bester Hauptdarsteller: Roberto Benigni in Das Leben ist schön
- Beste Hauptdarstellerin: Gwyneth Paltrow in Shakespeare in Love
- Bester Regisseur: Steven Spielberg für Der Soldat James Ryan
- Bester Nebendarsteller: James Coburn in Der Gejagte
- Beste Nebendarstellerin: Judi Dench in Shakespeare in Love
- Beste Kamera: Janusz Kamiński für Der Soldat James Ryan
- Bester fremdsprachiger Film: Das Leben ist schön von Roberto Benigni
- Ehrenoscar: Elia Kazan

### Internationale Filmfestspiele von Cannes 1999
Das Festival begann am 12. Mai und endete am 23. Mai. Die Jury unter Präsident David Cronenberg vergab folgende Preise:
- Goldene Palme: Rosetta von Jean-Pierre und Luc Dardenne
- Bester Schauspieler: Emmanuel Schotté in L’Humanité
- Beste Schauspielerin: Séverine Caneele in L’Humanité und Émilie Dequenne in Rosetta
- Beste Regie: Pedro Almodóvar für Alles über meine Mutter
- Großer Preis der Jury: L’Humanité von Bruno Dumont

### Internationale Filmfestspiele Berlin 1999
Das Festival begann am 10. Februar und endete am 21. Februar. Die Jury unter Präsidentin Ángela Molina vergab folgende Preise:
- Goldener Bär: Der schmale Grat von Terrence Malick
- Bester Schauspieler: Michael Gwisdek in Nachtgestalten
- Beste Schauspielerin: Juliane Köhler und Maria Schrader in Aimée & Jaguar
- Bester Regisseur: Stephen Frears für Hi-Lo Country – Im Land der letzten Cowboys

### Internationale Filmfestspiele von Venedig 1999
Das Festival begann am 1. September und endete am 11. September. Die Jury unter Präsident Emir Kusturica vergab folgende Preise:
- Goldener Löwe: Keiner weniger – Not One Less von Yimou Zhang
- Bester Kurzfilm: Portrait of a Young Man Drowning von Teboho Mahlatsi

### Europäischer Filmpreis 1999
Die Verleihung fand am 4. Dezember in Berlin statt. Moderatoren waren Carole Bouquet und Mel Smith
- Bester Film: Alles über meine Mutter von Agustín Almodóvar
- Bester Hauptdarsteller: Ralph Fiennes in Ein Hauch von Sonnenschein
- Beste Hauptdarstellerin: Cecilia Roth in Alles über meine Mutter
- Beste Kamera: Lajos Koltai für Die Legende vom Ozeanpianisten
- Besters Drehbuch: Sunshine – Ein Hauch von Sonnenschein von István Szabó und Israel Horovitz

### Deutscher Filmpreis 1999
Die Verleihung fand am 17. Juni in Berlin statt. Moderatoren waren Katarina Witt und Piet Klocke
- Bester Film: Lola rennt
- Bester Hauptdarsteller: August Diehl in 23 – Nichts ist so wie es scheint
- Beste Hauptdarstellerin: Juliane Köhler und Maria Schrader in Aimée & Jaguar
- Bester Nebendarsteller: Herbert Knaup in Lola rennt
- Beste Nebendarstellerin: Nina Petri in Bin ich schön?

### César 1999
Die Verleihung fand am 6. März in Paris statt. Moderatorin war Isabelle Huppert
- Bester Film: Liebe das Leben von Erick Zonca
- Bester Hauptdarsteller: Jacques Villeret in Dinner für Spinner
- Beste Hauptdarstellerin: Élodie Bouchez in Liebe das Leben
- Bester Nebendarsteller: Daniel Prévost in Dinner für Spinner
- Beste Nebendarstellerin: Dominique Blanc in Wer mich liebt, nimmt den Zug
- Bester Regisseur: Patrice Chéreau für Wer mich liebt, nimmt den Zug
- Bester ausländischer Film: Das Leben ist schön von Roberto Benigni

### British Academy Film Awards 1999
Die Verleihung fand am 19. April im Business Design Centre, London statt.
- Bester Film: Shakespeare in Love von David Parfitt, Donna Gigliotti, Harvey Weinstein, Edward Zwick, Marc Norman
- Bester Hauptdarsteller: Roberto Benigni in Das Leben ist schön
- Bester nicht-englischer Film: Central Station von Arthur Cohn, Martine de Clermont-Tonnerre, Walter Salles
- Beste Hauptdarstellerin: Cate Blanchett in Elizabeth
- Bester Nebendarsteller: Geoffrey Rush in Elizabeth
- Beste Nebendarstellerin: Judi Dench in Shakespeare in Love

### Sundance Film Festival 1999
Das Festival begann am 15. Januar und endete am 25. Januar.
- Beste Dokumentation: American Movie: The Making of Northwestern von Chris Smith
- Bestes Drama: Three Seasons von Tony Bui
- Bester Regisseur (Doku): Barbara Sonneborn für Wir bedauern, Ihnen mitteilen zu müssen
- Bester Regisseur (Drama): Eric Mendelsohn für Judy Berlin
- Publikumspreis (Doku): Roko Belic für Genghis Blues
- Publikumspreis (Drama): Tony Bui für Three Seasons
- Publikumspreis (World Cinema): Tom Tykwer für Lola rennt und Radu Mihăileanu für Zug des Lebens

### New York Film Critics Circle Award
- Bester Film: Topsy-Turvy – Auf den Kopf gestellt von Mike Leigh
- Beste Regie: Mike Leigh für Topsy-Turvy – Auf den Kopf gestellt
- Bester Hauptdarsteller: Richard Farnsworth in Eine wahre Geschichte – The Straight Story
- Beste Hauptdarstellerin: Hilary Swank in Boys Don’t Cry
- Bester Nebendarsteller: John Malkovich in Being John Malkovich
- Beste Nebendarstellerin: Catherine Keener in Being John Malkovich
- Beste Kamera: Freddie Francis für Eine wahre Geschichte – The Straight Story
- Bester ausländischer Film: Alles über meine Mutter von Pedro Almodóvar

### National Board of Review
- Bester Film: American Beauty von Sam Mendes
- Beste Regie: Anthony Minghella für Der talentierte Mr. Ripley
- Bester Hauptdarsteller: Russell Crowe in Insider
- Beste Hauptdarstellerin: Janet McTeer in Tumbleweeds
- Bester Nebendarsteller: Philip Seymour Hoffman in Magnolia und Der talentierte Mr. Ripley
- Beste Nebendarstellerin: Julianne Moore in Magnolia, Ein perfekter Ehemann, Unschuldig verfolgt
- Bestes Schauspielensemble: Magnolia von Paul Thomas Anderson
- Bester fremdsprachiger Film: Alles über meine Mutter von Pedro Almodóvar

### Los Angeles Film Critics AssociationAwards
- Bester Film: Insider von Michael Mann
- Beste Regie: Sam Mendes für American Beauty
- Bester Hauptdarsteller: Russell Crowe in Insider
- Beste Hauptdarstellerin: Hilary Swank in Boys Don’t Cry
- Bester Nebendarsteller: Christopher Plummer in Insider
- Beste Nebendarstellerin: Chloë Sevigny in Boys Don’t Cry
- Bester fremdsprachiger Film: Alles über meine Mutter von Pedro Almodóvar

### Jupiter
- Bester Film international: Titanic von James Cameron
- Bester deutscher Film: Lola rennt von Tom Tykwer
- Bester Regisseur international: James Cameron für Titanic
- Bester deutscher Regisseur: Tom Tykwer für Lola rennt
- Bester Darsteller international: Jack Nicholson in Besser geht’s nicht
- Bester deutscher Darsteller: Moritz Bleibtreu in Lola rennt
- Beste Darstellerin international: Kate Winslet in Titanic
- Beste deutsche Darstellerin: Franka Potente in Lola rennt

### Weitere Filmpreise und Auszeichnungen
- AFI Life Achievement Award: Dustin Hoffman
- Amanda: Nur Wolken bewegen die Sterne von Torun Lian (Bester norwegischer Film), Raus aus Åmål von Lukas Moodysson (Bester ausländischer Film)
- American Comedy Awards: Roberto Benigni in Das Leben ist schön (Lustigster Hauptdarsteller), Cameron Diaz in Verrückt nach Mary (Lustigste Hauptdarstellerin), Bill Murray in Rushmore (Lustigster Nebendarsteller), Kathy Bates in Mit aller Macht (Lustigste Nebendarstellerin)
- American Society of Cinematographers Award: Conrad L. Hall für American Beauty
- Australian Film Institute Award: Two Hands von Gregor Jordan (Bester australischer Film), Das Leben ist schön von Roberto Benigni (Bester ausländischer Film)
- Bodil: Das Fest von Thomas Vinterberg
- British Independent Film Awards 1999: Wonderland (Bester britischer Film) und Alles über meine Mutter (Bester fremdsprachiger Film)
- Brussels International Fantastic Film Festival: Ring – Das Original von Hideo Nakata
- Chlotrudis Awards: Gods and Monsters von Bill Condon
- David di Donatello: Nicht von dieser Welt (Bester italienischer Film) und Zug des Lebens (Bester ausländischer Film)
- Directors Guild of America Award: Steven Spielberg für Der Soldat James Ryan
- Ernst-Lubitsch-Preis: Tom Tykwer für Lola rennt
- Evening Standard British Film Award: Der General von John Boorman
- Genie Award: Die rote Violine von François Girard
- Gilde-Filmpreis: Das Leben ist schön von Roberto Benigni (Gold ausländischer Film), Lola rennt von Tom Tykwer (Gold deutscher Film), Elizabeth von Shekhar Kapur (Silber ausländischer Film), Aimée & Jaguar von Max Färberböck und Zugvögel … Einmal nach Inari von Peter Lichtefeld (jeweils Silber deutscher Film)
- Goya: Das Mädchen deiner Träume von Fernando Trueba
- Guldbagge: Raus aus Åmål von Lukas Moodysson
- Helmut-Käutner-Preis: Rudolf Arnheim
- Independent Spirit Awards 1999: Gods and Monsters von Bill Condon (Bester Film) und Das Fest von Thomas Vinterberg (Bester ausländischer Film)
- Louis-Delluc-Preis: Marabus von Otar Iosseliani
- Montreal World Film Festival: Die Farben des Paradieses von Majid Majidi (Grand Prix of the Americas)
- MTV Movie Awards: Verrückt nach Mary von Peter und Bobby Farrelly
- Nastro d’Argento: Die Legende vom Ozeanpianisten von Giuseppe Tornatore und Der Soldat James Ryan von Steven Spielberg
- National Society of Film Critics Award: Out of Sight von Steven Soderbergh
- People’s Choice Award: Titanic von James Cameron (Bester Film und Bestes Filmdrama), Verrückt nach Mary von Peter und Bobby Farrelly (Beste Filmkomödie), Tom Hanks (Populärster Schauspieler), Sandra Bullock (Populärste Schauspielerin)
- Political Film Society Award für Demokratie: Insider von Michael Mann
- Political Film Society Award für Frieden: Three Kings – Es ist schön König zu sein von David O. Russell
- Political Film Society Award für Menschenrechte: The Green Mile von Frank Darabont
- Polnisches Filmfestival Gdynia: Die Schuld von Krzysztof Krauze
- Polnischer Filmpreis: Historia kina w Popielawach von Jan Jakub Kolski
- Preis der deutschen Filmkritik: Nachtgestalten von Andreas Dresen
- Prix Lumières: Liebe das Leben von Erick Zonca
- Robert: Das Fest von Thomas Vinterberg (Bester dänischer Film), Mein Name ist Joe von Ken Loach (Bester ausländischer Film ohne USA), The Truman Show von Peter Weir (Bester US-amerikanischer Film)
- Satellite Awards: Insider (Bester Film/Drama) und Being John Malkovich (Bester Film/Komödie-Musical)
- Schweizer Filmpreis: F. est un salaud von Marcel Gisler
- Screen Actors Guild Awards: Roberto Benigni für Das Leben ist schön und Gwyneth Paltrow für Shakespeare in Love; Der Preis für das Lebenswerk: Kirk Douglas
- Toronto International Film Festival: American Beauty von Sam Mendes (Publikumspreis)
- Vancouver International Film Festival: Genghis Blues von Roko Belic
- Internationales Filmfestival Warschau: Kinder des Himmels von Majid Majidi (Publikumspreis)
- Wiener Filmpreis: Nordrand von Barbara Albert
- Writers Guild of America Award: Shakespeare in Love von Marc Norman und Tom Stoppard (Bestes Originaldrehbuch), Out of Sight von Scott Frank (Bestes adaptiertes Drehbuch)

## Geburtstage

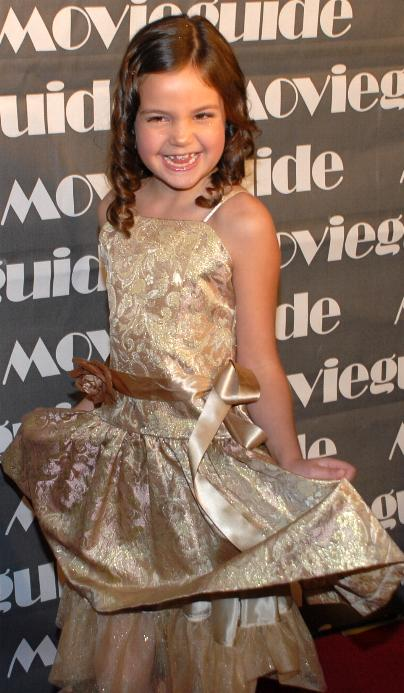
Bailee Madison (* 15. Oktober)

### Januar bis Juni
- 18. Januar: Karan Brar, US-amerikanischer Schauspieler
- 20. Januar: Shannon Tavárez, US-amerikanische Kinderdarstellerin († 2010)

- 20. Februar: Lea van Acken, deutsche Schauspielerin

- 12. März: Kendall Applegate, US-amerikanische Schauspielerin
- 18. März: Noée Abita, französische Schauspielerin
- 25. März: Mikey Madison, US-amerikanische Schauspielerin
- 25. März: Tatum McCann, US-amerikanische Schauspielerin

- 11. April: Antonia Wiedemann, deutsche Theater- und Filmschauspielerin
- 19. April: Ty Panitz, US-amerikanischer Schauspieler
- 27. April: Julia Beautx, deutsche Webvideoproduzentin, Influencerin, Schauspielerin und Sängerin

- 07. Mai: Cassidi Hoag, kanadische Schauspielerin
- 11. Mai: Sabrina Carpenter, US-amerikanische Schauspielerin und Sängerin
- 11. Mai: Kaitlyn Dias, US-amerikanische Schauspielerin und Synchronsprecherin
- 11. Mai: Aaron Hilmer, deutscher Schauspieler
- 28. Mai: Cameron Boyce, US-amerikanischer Schauspieler († 2019)

- 02. Juni: Madison Leisle, US-amerikanische Schauspielerin
- 11. Juni: Saxon Sharbino, US-amerikanische Schauspielerin
- 27. Juni: Chandler Riggs, US-amerikanischer Schauspieler

### Juli bis Dezember

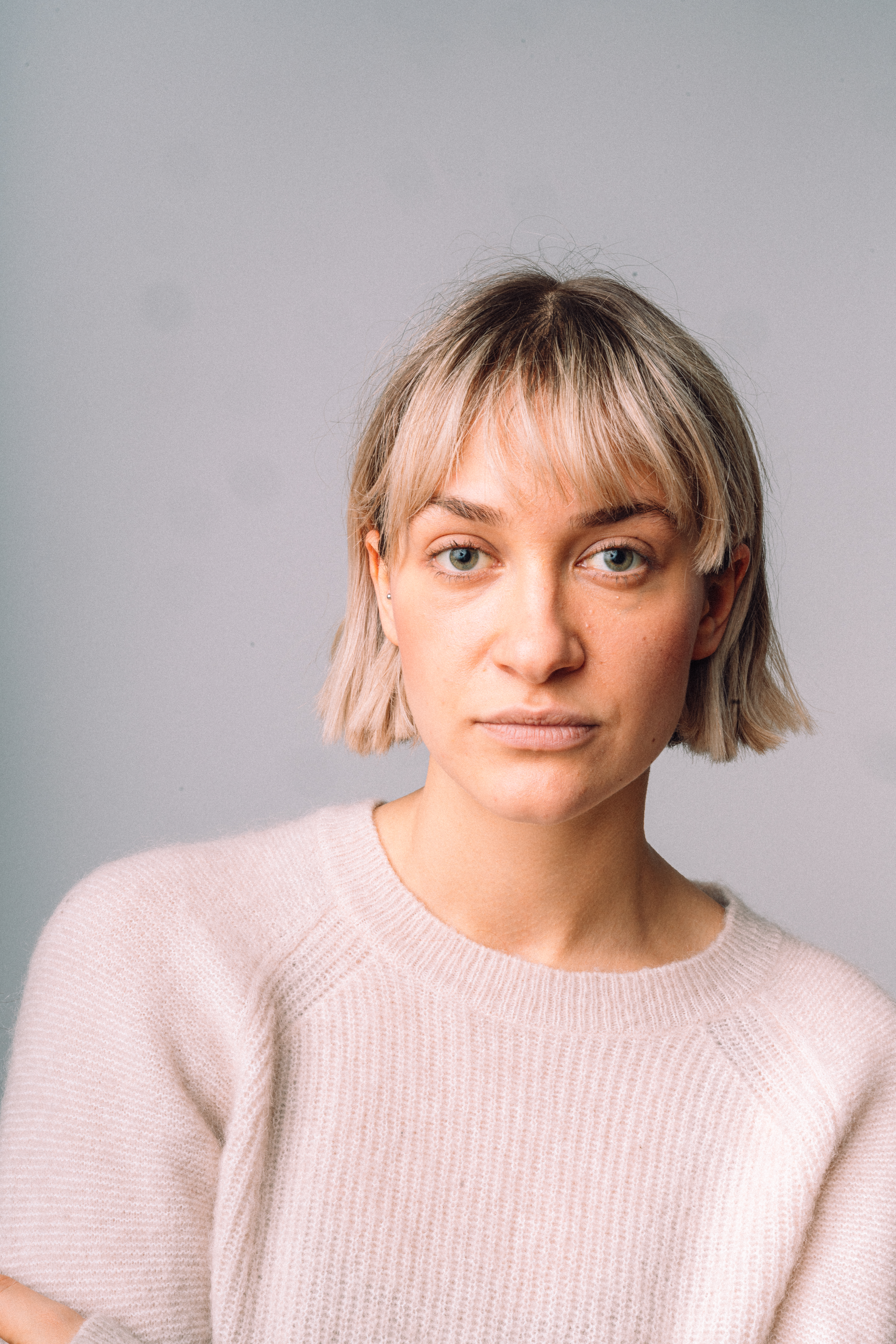
Charlotte Uedingslohmann (* 11. November)

- 23. Juli: Felina Czycykowski, deutsche Schauspielerin
- 30. Juli: Joey King, US-amerikanische Schauspielerin

- 22. August: Dakota Goyo, kanadischer Schauspieler

- 17. September: Jeong Ji-so, südkoreanische Schauspielerin

- 15. Oktober: Bailee Madison, US-amerikanische Schauspielerin

- 05. November: Lukas Koller, deutscher Schauspieler und Synchronsprecher
- 10. November: Kiernan Shipka, US-amerikanische Schauspielerin
- 11. November: Charlotte Uedingslohmann, deutsche Schauspielerin
- 12. November: Bruno Alexander, deutscher Schauspieler

- 19. Dezember: Thea Ehre, österreichische Schauspielerin
- 23. Dezember: Moritz Knapp, deutscher Schauspieler

### Tag unbekannt
- Levin Henning, deutscher Schauspieler
- Rebel Rodriguez, US-amerikanischer Schauspieler
- Paul Maximilian Schüller, deutscher Schauspieler
- Jana McKinnon: österreichisch-australische Schauspielerin

## Verstorbene

### Januar bis März
Januar

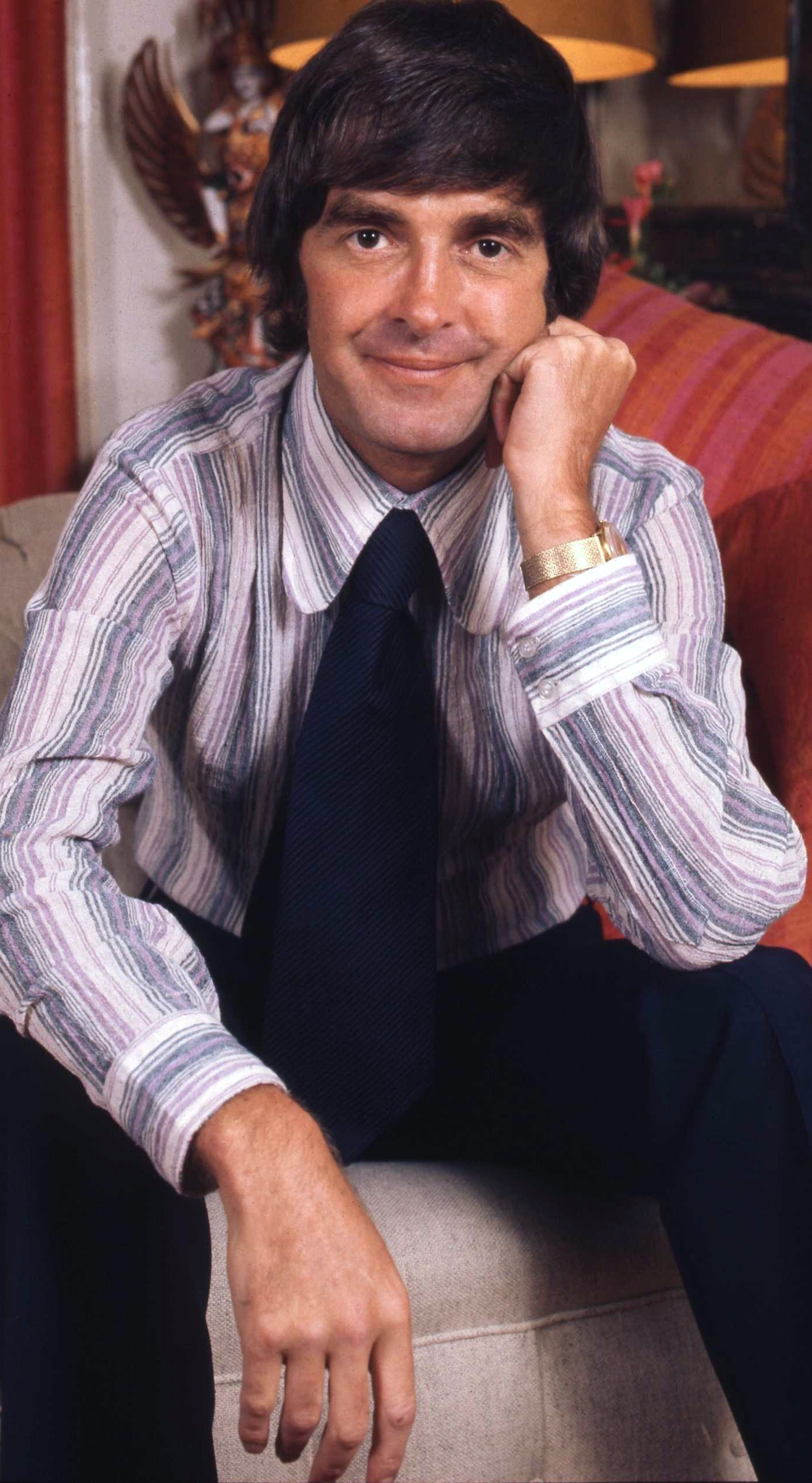
Derek Robert Nimmo (1930–1999)

- 13. Januar: Karl Lieffen, deutscher Schauspieler (* 1926)
- 18. Januar: Günter Strack, deutscher Schauspieler (* 1929)
- 21. Januar: Susan Strasberg, US-amerikanische Schauspielerin (* 1938)
- 23. Januar: Joe D’Amato, italienischer Regisseur (* 1936)
- 28. Januar: Herbert Gruber, österreichischer Produzent (* 1913)

Februar
- 09. Februar: Lotte Loebinger, deutsche Schauspielerin (* 1905)
- 18. Februar: Olle Nordemar, schwedischer Produzent (* 1914)
- 22. Februar: Adalberto Albertini, italienischer Regisseur (* 1924)
- 24. Februar: Derek Nimmo, britischer Schauspieler (* 1930)

März
- 05. März: Richard Kiley, US-amerikanischer Schauspieler (* 1922)
- 07. März: Stanley Kubrick, US-amerikanischer Regisseur (* 1928)
- 08. März: Peggy Cass, US-amerikanische Schauspielerin (* 1924)
- 11. März: Stefan Schnabel, deutscher Schauspieler (* 1912)
- 13. März: Garson Kanin, US-amerikanischer Autor und Regisseur (* 1912)
- 16. März: Gratien Gélinas, kanadischer Schauspieler (* 1909)
- 17. März: Ernest Gold, US-amerikanischer Komponist (* 1921)
- 23. März: Dorothea Brooking, britische Produzentin, Drehbuchautorin und Regisseurin (* 1916)

### April bis Juni
April

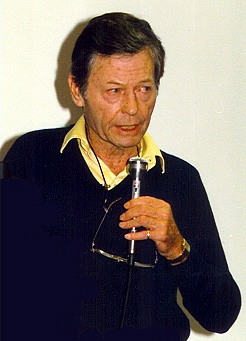
DeForest Kelley (1920–1999)

- 04. April: Bob Peck, britischer Schauspieler (* 1945)
- 14. April: Ellen Corby, US-amerikanische Schauspielerin (* 1911)
- 16. April: Rudi Fehr, deutsch-US-amerikanischer Filmeditor (* 1911)
- 19. April: Yoko Tani, japanische Schauspielerin (* 1928)
- 28. April: Rory Calhoun, US-amerikanischer Schauspieler (* 1922)

Mai
- 000Mai: Emmerich Schäffer, deutscher Schauspieler (* 1931)
- 02. Mai: Oliver Reed, englischer Schauspieler (* 1938)
- 08. Mai: Dirk Bogarde, englischer Schauspieler (* 1921)
- 08. Mai: Ed Gilbert, US-amerikanischer Schauspieler (* 1931)
- 08. Mai: Dana Plato, US-amerikanische Schauspielerin (* 1964)
- 17. Mai: Henry Jones, US-amerikanischer Schauspieler (* 1912)
- 19. Mai: Candy Candido, US-amerikanischer Schauspieler (* 1913)
- 21. Mai: Vanessa Brown, österreichische Schauspielerin (* 1928)
- 25. Mai: Horst Frank, deutscher Schauspieler (* 1929)

Juni
- 11. Juni: DeForest Kelley, US-amerikanischer Schauspieler (* 1920)
- 19. Juni: Mario Soldati, italienischer Regisseur (* 1906)
- 27. Juni: Truus van Aalten, niederländische Schauspielerin (* 1910)
- 27. Juni: Siegfried Lowitz, deutscher Schauspieler (* 1914)
- 28. Juni: Hilde Krahl, österreichische Schauspielerin (* 1917)

### Juli bis September
Juli

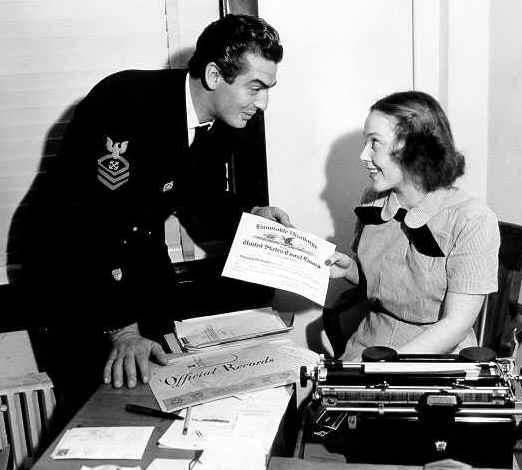
Victor Mature (1915–1999)

- 01. Juli: Edward Dmytryk, US-amerikanischer Regisseur (* 1908)
- 01. Juli: Sylvia Sidney, US-amerikanische Schauspielerin (* 1910)
- 02. Juli: Mario Puzo, US-amerikanischer Autor (* 1920)
- 05. Juli: Jean-Pierre Darras, französischer Schauspieler (* 1927)
- 06. Juli: John Merritt, britischer Filmeditor (* 1920)
- 24. Juli: Michael Walke, deutscher Schauspieler und Synchronsprecher (* 1956)

August
- 04. August: Victor Mature, US-amerikanischer Schauspieler (* 1913)
- 07. August: Brion James, US-amerikanischer Schauspieler (* 1945)
- 09. August: Georg Marischka, österreichischer Schauspieler und Regisseur (* 1922)
- 12. August: Ross Elliott, US-amerikanischer Schauspieler (* 1917)
- 25. August: Georg Thomalla, deutscher Schauspieler (* 1915)

September
- 06. September: Richard Allan, US-amerikanischer Schauspieler (* 1923)
- 09. September: Ruth Roman, US-amerikanische Schauspielerin (* 1922)
- 14. September: Charles Crichton, britischer Regisseur und Drehbuchautor (* 1910)
- 17. September: Riccardo Cucciolla, italienischer Schauspieler (* 1930)
- 17. September: Ellen Frank, deutsche Schauspielerin (* 1904)
- 18. September: Harold F. Kress, US-amerikanischer Filmeditor (* 1913)
- 20. September: Willy Millowitsch, deutscher Schauspieler (* 1909)
- 22. September: George C. Scott, US-amerikanischer Schauspieler (* 1927)

### Oktober bis Dezember
Oktober
- 07. Oktober: Helen Vinson, US-amerikanische Schauspielerin (* 1907)
- 17. Oktober: Franz Peter Wirth, deutscher Regisseur (* 1919)
- 26. Oktober: Rex Gildo, deutscher Schlagersänger und Schauspieler (* 1936)
- 31. Oktober: Martin Hellberg, deutscher Schauspieler (* 1905)

November
- 05. November: James Goldstone, US-amerikanischer Regisseur (* 1931)
- 08. November: Harry Riebauer, deutscher Schauspieler (* 1921)
- 10. November: Robert Kramer, US-amerikanischer Dokumentarfilmer (* 1939)
- 11. November: Maurice Dugowson, französischer Filmregisseur, Dokumentarfilmer und Drehbuchautor (* 1938)
- 12. November: Konrad Petzold, deutscher Regisseur (* 1930)
- 13. November: Ian Bannen, britischer Schauspieler (* 1928)
- 28. November: Bethel Leslie, US-amerikanische Schauspielerin (* 1929)
- 29. November: John Berry, US-amerikanischer Filmregisseur, Drehbuchautor, Schauspieler und Filmproduzent (* 1917)
- 30. November: Ulrich Wildgruber, deutscher Schauspieler (* 1937)

Dezember
- 03. Dezember: Madeline Kahn, US-amerikanische Schauspielerin (* 1942)
- 03. Dezember: John Archer, US-amerikanischer Schauspieler (* 1915)
- 07. Dezember: Darling Légitimus, französische Schauspielerin (* 1907)
- 10. Dezember: Harry Wüstenhagen deutscher Schauspieler und Synchronsprecher (* 1928)
- 16. Dezember: Dorit Kreysler, österreichische Schauspielerin (* 1909)
- 18. Dezember: Robert Bresson, französischer Regisseur (* 1901)
- 19. Dezember: Desmond Llewelyn, englischer Schauspieler (* 1914)
- 20. Dezember: Irving Rapper, britischer Regisseur (* 1898)
- 27. Dezember: David Duncan, US-amerikanischer Drehbuchautor und Roman-Schriftsteller (* 1913)
- 28. Dezember: Pierre Clémenti, französischer Schauspieler (* 1942)

### Tag unbekannt
- Gábor Pogány, ungarischer Kameramann (* 1915)